# エフゲーニャ・スタルツェワ
- イェヴゲーニヤ・スタルツェワ

エフゲーニャ・アレクサンドロヴナ・スタルツェワ（ロシア語: Евге́ния Алекса́ндровна Ста́рцева、1989年2月12日 - ）は、ロシアの女子バレーボール選手。ポジションはセッター。

## 来歴
旧ソビエト連邦のチェリャビンスク出身。2004年にAvtodor-Metarへ入団しバレーボール選手としてのキャリアをスタートさせる。2008年に北京オリンピックのロシア女子ナショナルチームの代表候補に選出されるも最終メンバー12名からは外れる。2009年に再びロシアの女子ナショナルチームに選出され、ワールドグランプリで代表デビューした。
2010年に日本で行われた世界選手権ではチームの正セッターを務めた。大会を通して安定した能力を見せ、チームを優勝へ導く原動力の1人となった。2012年ロンドンオリンピックに出場し、ベストセッター賞を受賞した。同年より強豪クラブのディナモ・カザンへ移籍し、以降は中心選手として活躍している。
2013年の前半は代表から離れていたが、ワールドグランドチャンピオンズカップで復帰した。2014年には所属するディナモ・カザンの正セッターとして欧州チャンピオンズリーグと世界クラブ選手権の2大会で金メダルを獲得した。ワールドグランプリで銅メダルを獲得した。2015年のヨーロッパ選手権で金メダルを獲得した。
2018年からは代表チームの主将を務め、同年に日本で開催された世界選手権に出場した。2019年のワールドカップでは銅メダルを獲得した。2021年開催の東京2020オリンピックに出場した。

## 球歴
- オリンピック - 2012年、2021年
- 世界選手権 - 2010年、2014年、2018年
- ワールドカップ - 2015年、2019年
- グラチャン - 2013年
- ワールドグランプリ - 2009年、2011年、2014年、2015年、2016年
- 欧州選手権 - 2009年、2011年、2015年、2019年

## 受賞歴
- 2010年 FIVBワールドグランプリ欧州予選　ベストセッター賞
- 2012年 ロンドン五輪 ベストセッター賞

## 所属クラブ
- Avtodor-Metar（2004-2010年）
- ディナモ・クラスノダール（2010-2012年）
- ディナモ・カザン（2012-2021年）
- ディナモ・モスクワ（2021-2024年）